# Euripus perithous
Euripus perithous är en fjärilsart som beskrevs av Hans Fruhstorfer 1914. Euripus perithous ingår i släktet Euripus och familjen praktfjärilar. Inga underarter finns listade i Catalogue of Life.